# Guerra civil mozambiqueña
La guerra civil mozambiqueña fue un conflicto armado dentro del territorio de Mozambique desatado el 30 de mayo de 1977, dos años después de la independencia del país africano, y finalizado el 4 de octubre de 1992. Enfrentó al Gobierno comunista unipartidista del Frente de Liberación de Mozambique (FRELIMO), liderado primero por Samora Machel (1975-1986) y luego por Joaquim Chissano, contra las fuerzas insurgentes anticomunistas agrupadas en la Resistencia Nacional Mozambiqueña (RENAMO), encabezadas primero por André Matsangaissa y, tras su muerte en 1979, por Afonso Dhlakama.
Como la mayoría de las guerras civiles y conflictos internos ocurridos en el siglo XX en territorio africano, la guerra mozambiqueña tuvo dinámicas locales, pero exacerbadas en gran medida por los efectos polarizadores de la Guerra Fría a escala internacional. La RENAMO fue fundada por un sector de excombatientes por la independencia que se oponían a los intentos de la dirigencia del FRELIMO de establecer un Estado socialista de partido único en Mozambique, y fue respaldada logística y económicamente por los regímenes de la minoría blanca gobernantes en Sudáfrica y Rodesia (actual Zimbabue), que buscaban erosionar el apoyo del FRELIMO a las organizaciones nacionalistas militantes en sus propios países e interrumpir los objetivos socialistas del Gobierno mozambiqueño. El Gobierno del FRELIMO fue a su vez fuertemente apoyado por los gobiernos vecinos afines de Tanzania, Malaui y, tras el derrumbe del régimen racista rodesiano en 1979, también Zimbabue, que desplegaron eventualmente tropas en Mozambique para defender sus propios intereses económicos contra los ataques de la RENAMO.
El conflicto tuvo como resultado un saldo de más de un millón de muertes, tanto en batalla como por inanición por la interrupción del suministro de alimentos. Otros cinco millones de mozambiqueños se vieron desplazados en toda la región. Al mismo tiempo, la guerra civil provocó la destrucción de gran parte de la infraestructura rural del país, incluidos hospitales, líneas de ferrocarril, carreteras y escuelas. Tanto el régimen del FRELIMO como los insurgentes de la RENAMO cometieron y se acusaron recíprocamente de cometer masivas violaciones a los derechos humanos dentro de las zonas que controlaban. Entre otras acusaciones, destaca el uso de niños soldado, así como la instalación indiscriminada de minas terrestres en un porcentaje significativo del territorio rural.
El final del apartheid en Sudáfrica a principios de la década de 1990 y el colapso de la Unión Soviética implicaron que tanto el FRELIMO como la RENAMO se vieran sin sus principales apoyos externos, lo que llevó a un estancamiento y a la eventual finalización del conflicto en octubre de 1992. Las conversaciones de paz directas comenzaron alrededor de 1990, con la mediación del Consejo de la Iglesia de Mozambique y el Gobierno italiano. Estos culminaron en los Acuerdos Generales de Paz de Roma, que terminaron formalmente con las hostilidades. Los acuerdos condujeron a que las unidades de la RENAMO se desmovilizaran o se integraron en las Fuerzas Armadas mozambiqueñas y se formó la Operación de las Naciones Unidas en Mozambique (ONUMOZ) para ayudar en la reconstrucción de la posguerra. La RENAMO y el FRELIMO surgieron como los dos principales partidos políticos en el marco de una democracia multipartidista, aunque continuarían diversas tensiones entre ambos que llevarían a un breve resurgimiento de la actividad armada de la RENAMO entre 2013 y 2018.

## Antecedentes

### Guerra de Independencia
Portugal, gobernado entre 1926 y 1974 por un régimen autoritario denominado Estado Novo, encabezó un largo y amargo conflicto de contrainsurgencia contra los movimientos independentistas en sus tres principales colonias africanas: Angola, Mozambique, y Guinea, desde la década de 1960 hasta mediados de la década de 1970 con el colapso del régimen. En Mozambique, la lucha armada contra el gobierno colonial fue encabezada por el Frente de Liberación de Mozambique (conocido por su acrónimo, FRELIMO), fundado inicialmente en el exilio, pero que luego logró el control de grandes sectores del país de manos de los portugueses. FRELIMO obtuvo su base inicial de apoyo principalmente de trabajadores migratorios mozambiqueños e intelectuales expatriados que habían estado expuestos a la popularidad emergente de causas anticoloniales y nacionalistas en el extranjero, así como a los makonde y otros grupos étnicos en el norte de Mozambique, donde la influencia portuguesa era más débil. La mayor parte de sus miembros procedía de trabajadores makonde que habían presenciado mítines a favor de la independencia en Tanganica, gobernada entonces por los británicos.
En septiembre de 1964, el FRELIMO comenzó una insurgencia armada contra los portugueses. Su decisión de tomar las armas se vio influenciada por una serie de factores internos y externos, a saber: los recientes éxitos de los movimientos guerrilleros indígenas anticoloniales en la Indochina y la Argelia francesa, así como el aliento de los estadistas africanos contemporáneos como Ahmed Ben Bella, Gamal Abdel Nasser y Julius Nyerere. Los guerrilleros del FRELIMO inicialmente recibieron entrenamiento principalmente en el norte de África y Oriente Medio en países como Argelia, con equipamiento militar proporcionado por la Unión Soviética y la República Popular China. Portugal respondió al embarcarse en una acumulación masiva de personal militar y fuerzas de seguridad en Mozambique. También estableció estrechos lazos de defensa con Sudáfrica y Rodesia, gobernadas entonces por regímenes de la minoría blanca. En 1970 los portugueses lanzaron la Operación Gordian Knot, que inicialmente logró eliminar a un gran número de guerrilleros del FRELIMO y sus bases de apoyo en el norte del país; sin embargo, la redistribución de tantas tropas portuguesas al norte de Mozambique permitió al FRELIMO intensificar sus operaciones en otras partes del país. Al año siguiente, Portugal estableció una alianza militar informal con Rhodesia y Sudáfrica, conocida como Ejército de Alcora. Representantes de los establecimientos de defensa de los tres países acordaron reunirse periódicamente para compartir información y coordinar operaciones contra movimientos nacionalistas militantes en sus respectivos territorios. Simultáneamente el FRELIMO también comenzó a tener relaciones estrechas con los movimientos insurgentes de la mayoría negra en Rodesia, como el Ejército de Liberación Nacional Africano de Zimbabue (ZANLA). A los insurgentes de ZANLA se les permitió infiltrarse en Rodesia desde el territorio controlado por el FRELIMO.
El 25 de abril de 1974, el régimen autoritario del Estado Novo fue derrocado en Lisboa, con la mobilización y el apoyo de muchos trabajadores y campesinos portugueses. El Movimiento de las Fuerzas Armadas (MFA) en Portugal prometió un retorno a las libertades civiles y el fin de los combates en todas las colonias (o las «provincias de ultramar»). La rápida cadena de eventos dentro de Portugal tomó por sorpresa al FRELIMO, que había anticipado una prolongada campaña de guerrillas. La organización respondió rápidamente a la nueva situación y, el 7 de septiembre de 1974, logró un acuerdo con el MFA para transferirle a la guerrilla el poder dentro de un año y para formar un Gobierno de transición en el ínterin. Cuando esto se dio a conocer al público, varios miles de coloniales portugueses huyeron del nuevo país independiente y un grupo clandestino que se hacía llamar «Dragones de la Muerte» se apoderó del transmisor de radio principal en la capital, Lourenço Marques, exigiendo un Mozambique independiente sin FRELIMO. Como resultado del éxodo masivo de profesionales capacitados, la economía y la organización social de Mozambique colapsaron antes de la propia independencia. El 25 de junio de 1975, la colonia se independizó bajo el nombre de República Popular de Mozambique, con Samora Machel como presidente.

### Situación regional
La independencia de Mozambique y Angola en 1975 constituyó un desafío directo para los gobiernos de la minoría blanca en el sur de África. En primer lugar, las guerras de independencia en Angola y Mozambique demostraron que incluso con grandes recursos militares era prácticamente imposible para una pequeña minoría blanca garantizar la seguridad de sus miembros, y mucho menos para ejercer el control sobre una población movilizada y agitada fuera de los principales centros de poder. La caída del dominio colonial portugués dio esperanza a las luchas de liberación negras en la entonces apartheid de Sudáfrica y Rodesia. En segundo lugar, en ambos países los movimientos revolucionarios socialistas ganaron poder. Estos movimientos habían estado cooperando con los movimientos de liberación negros en Sudáfrica y Rodesia, y continuaron apoyándolos abiertamente, ofreciéndoles un refugio seguro desde donde podrían coordinar sus operaciones y entrenar nuevas fuerzas. Como lo expresó el presidente Machel en un discurso en 1975: «La lucha en Zimbabue es nuestra lucha».
La independencia de Mozambique fue especialmente devastadora para la Rodesia gobernada por los blancos en múltiples aspectos. Las fuerzas armadas de Rodesia carecían de la mano de obra para proteger eficazmente su frontera de 800 millas con Mozambique contra la entrada de insurgentes del ZANLA. Al mismo tiempo, el Gobierno del apartheid sudafricano y el régimen de Ian Smith perdieron a Portugal como aliado y con ello a las decenas de miles de soldados que habían sido desplegados en las guerras coloniales portuguesas. Además, Rodesia, que carecía de salida al mar, había utilizado los puertos de Mozambique como su principal medio para las importaciones y exportaciones, con más del 80 % de todas las importaciones que pasaban a través de Maputo y Beira hacia el país fuertemente sancionado. La pérdida de estos puertos después de que el presidente Machel declarara sanciones contra el país debilitó aún más la frágil economía de Rodesia y enardeció al régimen de Smith.
Así, con la posición del gobierno de la minoría blanca sudafricano y rodesiano severamente debilitada por los acontecimientos de 1974 y 1975, ambos gobiernos buscaron socavar a los países recién independizados y destruir el objetivo de FRELIMO de construir el primer Estado socialista no racial en el sur de África. La capacidad de los países para apoyar los movimientos de liberación nacional también afectaba a Sudáfrica y Rodesia, y ambos países buscaron una primera estrategia de ataque para contrarrestar esta nueva amenaza, que se manifestó con la fundación de una organización opositora al Gobierno del FRELIMO: la Resistencia Nacional Mozambiqueña (RENAMO).

### Tensiones internas de Mozambique
Poco después de la independencia, el Gobierno del FRELIMO encabezado por Machel comenzó la transformación de Mozambique en un Estado socialista de partido único. Esto fue acompañado por la represión de los disidentes y la nacionalización de importantes instalaciones económicas abandonadas por la huida de los portugueses. Numerosos partidos políticos surgieron virtualmente de la noche a la mañana y compitieron por el poder con FRELIMO. Muchos de estos partidos estaban formados por disidentes del FRELIMO, como Uria Simango y Lazaro Nkavandame, ambos destacados disidentes de FRELIMO que habían formado parte de movimientos disidentes como COREMO y UNAR. Ambos hombres fueron arrestados y condenados en un juicio público ante Samora Machel antes de ser enviados a campos de reeducación. Simango fue luego ejecutado extrajudicialmente, mientras que Nkavandame murió por causas naturales.
Por fuera del descontento anticomunista interno, la nacionalización de muchas empresas anteriormente portuguesas, el temor de una represalia contra la exigua minoría blanca y un ultimátum emitido por Machel para aceptar la ciudadanía mozambiqueña o marcharse del país en un plazo de noventa días condujeron a un éxodo masivo de los 370 000 blancos mozambiqueños descendientes de portugueses, que constituían la inmensa mayoría de la población con educación superior. En su retirada, los portugueses realizaron un extenso sabotaje a la naciente economía del nuevo país mediante pequeños «actos de maldad», tales como robar las ganancias de las fábricas, arrojar maquinaria al mar o verter cemento fresco en las alcantarillas. Esto llevó a que el país quedara en bancarrota antes de la independencia, produciendo un caos económico, ya que solo unos pocos africanos habían recibido educación superior o incluso educación primaria bajo el dominio portugués. Al momento de la independencia, un 95 % de la población era analfabeta.
Como partido marxista revolucionario, el FRELIMO se embarcó en derribar las estructuras de gobierno tribales tradicionales que crecieron ampliamente bajo el dominio colonial portugués, en un esfuerzo por contrarrestar el regionalismo y el tribalismo para construir una identidad nacional única. Poco después de la independencia, muchos jefes locales fueron expulsados y removidos de los puestos de poder y muchos disidentes fueron encarcelados en campos de reeducación. Otra fuente de conflicto fue la continuación del sistema de aldeamento que los portugueses habían introducido como un medio para ejercer el control e inhibir el contacto entre la población y los rebeldes. Se obligó a miles de campesinos a mudarse a aldeas y granjas comunales donde se les daba comida, agua y atención médica, pero carecían de herramientas y dinero adecuados para cultivar de manera efectiva. El FRELIMO esperaba que este sistema permitiera el cumplimiento de sus ambiciosos objetivos de desarrollo agrícola, pero la implementación a menudo alienaba a partes de la población rural, de quienes el FRELIMO tenía apoyo popular durante la lucha por la independencia. Este fue especialmente el caso en el centro y el norte de Mozambique, donde los hogares están tradicionalmente separados por distancias considerables.

## Curso del conflicto

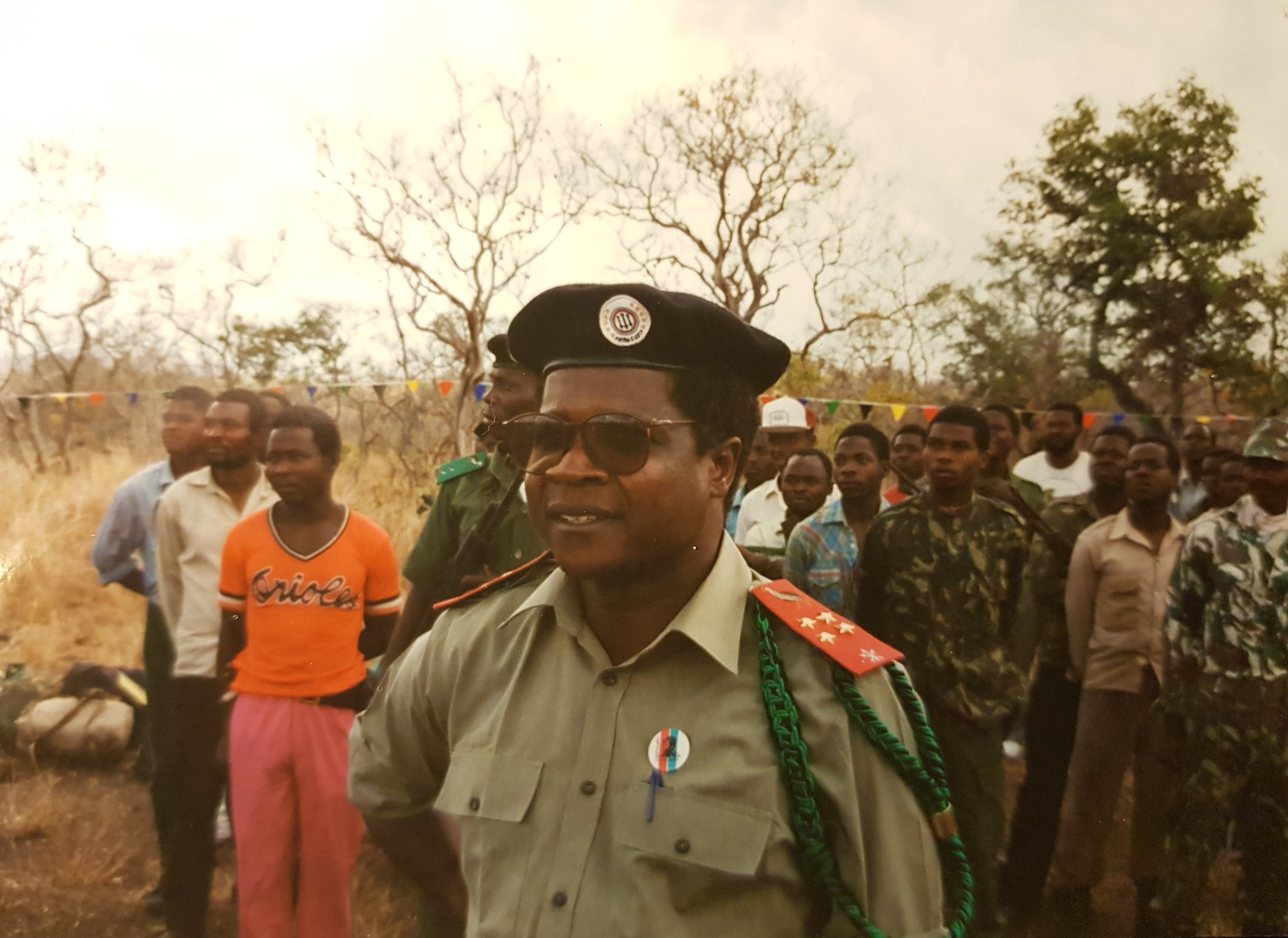
Afonso Dhlakama, líder de RENAMO, 1993 en Maringue, Mozambique.

### Estallido
Desde 1975 hasta 1979, las tropas y fuerzas de Rodesia ingresaron repetidamente en Mozambique para llevar a cabo operaciones contra las supuestas bases del ZANLA (Ejército de Liberación Nacional Africana de Zimbabue) toleradas en territorio mozambiqueño por el gobierno del FRELIMO, aunque simultáneamente aprovecharon para desestabilizar al régimen. Estas agresiones incluyeron el bombardeo del puerto de Beira en 1979 y la ocupación de la ciudad de Mapai en 1977. Durante una de esas incursiones, las fuerzas de Rodesia liberaron al exoficial del FRELIMO André Matsangaissa de un campo de reeducación. Recibió entrenamiento militar y organizativo, y se lo instaló como líder del incipiente movimiento conocido como la Resistencia Nacional Mozambiqueña (RENAMO), que había sido fundada por el servicio secreto de Rodesia antes de la independencia de Mozambique en 1975 como un grupo de recopilación de inteligencia sobre el FRELIMO y el ZANLA. Fue creado en Salisbury (Rodesia) bajo los auspicios de Ken Flower, director del CIO rodesiano, y Orlando Christina, exagente de la PIDE (policía secreta de Portugal) con larga experiencia en África. Posteriormente la RENAMO comenzó a operar en la región de Gorongosa para desestabilizar al Gobierno del FRELIMO y su apoyo al movimiento de liberación del ZANLA. Sin embargo, en 1979 Matsangaissa murió en el fallido primer ataque de RENAMO a un centro regional importante (Villa Paiva) y RENAMO fue expulsado rápidamente de la región. Luego Afonso Dhlakama fue instalado como el nuevo líder de la RENAMO y, con un amplio apoyo de Sudáfrica, organizó rápidamente la organización como un ejército guerrillero efectivo.

### Estrategias y operaciones de la RENAMO
Habiendo luchado contra los portugueses utilizando estrategias de guerrilla, el FRELIMO ahora se vio obligado a defenderse contra los mismos métodos que empleó contra el régimen colonial. Tenía que defender vastas áreas y cientos de ubicaciones, mientras que la RENAMO operaba desde unos pocos campamentos remotos, llevando a cabo redadas contra ciudades e infraestructura importante. Además, la RENAMO forzó sistemáticamente a los civiles a pelear a su lado. Esto se hizo mediante el secuestro y la intimidación en masa, especialmente de niños para usarlos como soldados. Se estima que un tercio de las fuerzas de RENAMO eran menores de edad. Las personas secuestradas también tenían que servir a la RENAMO en funciones administrativas o de servicio público en las áreas que controlaba. Otra forma de utilizar a los civiles con fines militares fue el llamado sistema de "Gandira". Este sistema afectó especialmente a la población rural en áreas controladas por la RENAMO, lo que obligó a cumplir tres tareas principales: 1) producir alimentos para la RENAMO, 2) transportar bienes y municiones, 3) en el caso de las mujeres, servir como esclavas sexuales. A pesar de los supuestos objetivos de RENAMO de "liberar a Mozambique del comunismo machelista", la RENAMO en ningún momento promulgó un programa que propusiera una alternativa política real al FRELIMO y, fuera del liderazgo militar de Dhlakama, careció de una figura política importante durante la guerra.
Ambas partes dependían en gran medida del uso de minas terrestres. El FRELIMO como un medio para defender una importante infraestructura, y la RENAMO para aterrorizar a la población, paralizar la economía y destruir los servicios civiles, carreteras, escuelas y centros de salud. Por lo tanto, a pesar de sus números muy superiores, el FRELIMO no pudo defender adecuadamente la mayoría de las regiones, excepto las ciudades más importantes a mediados de los años ochenta. La RENAMO pudo llevar a cabo redadas prácticamente en cualquier lugar del país, excepto en las principales ciudades. El transporte se había convertido en un negocio peligroso. Incluso los convoyes armados no estaban a salvo de los ataques de la RENAMO y fueron atacados con frecuencia.

### Estrategias y operaciones del FRELIMO
El FRELIMO reaccionó reutilizando un sistema similar a las aldeas fortificadas (llamadas Aldeamentos) introducidas por los portugueses: la creación de aldeas comunales fortificadas donde gran parte de la población rural se reubicó a medida que la guerra se intensificaba. Además, para mantener un nivel mínimo de infraestructura en funcionamiento, se establecieron tres corredores fuertemente protegidos y minados que consistían en carreteras, vías férreas y líneas eléctricas: Beira, Tete (también llamada Corredor de Tete, que habla por sí misma sobre su seguridad) y el corredor de Limpopo. A pesar de la extensa fortificación a lo largo de estos corredores, con frecuencia fueron objeto de ataques, los bombardeos de la línea ferroviaria y las locomotoras a lo largo del Corredor de Beira le costaron millones de dólares al gobierno del FRELIMO en su lucha por proporcionar alimentos y servicios adecuados y poner presión sobre su aliado zimbabuense.

### Apoyo e intervención extranjera
El FRELIMO recibió inicialmente una importante ayuda militar y de desarrollo de la Unión Soviética y Alemania Oriental, pero más tarde recibió el apoyo de Francia, Gran Bretaña y los Estados Unidos. En los Estados Unidos, círculos conservadores presionaron al gobierno estadounidense para que prestara apoyo abierto a la RENAMO, pero el Departamento de Estado se opuso, y finalmente ganó la ventaja tras la publicación de numerosos informes detallados que documentaban la brutalidad de la RENAMO. La RENAMO, por su parte, recibió amplio apoyo militar y logístico de Rodesia y Sudáfrica, así como apoyo organizativo de Alemania Occidental.
En 1982, el vecino Zimbabue intervino directamente en la guerra civil para asegurar sus rutas de transporte vitales en Mozambique, detener las redadas fronterizas de la RENAMO y ayudar a su antiguo aliado, el FRELIMO. La ayuda de Zimbabue se convirtió en crucial para la defensa de los corredores, en particular el importante corredor de Beira. Más tarde, Zimbabue se comprometió aún más, llevando a cabo varias operaciones conjuntas con el FRELIMO contra los baluartes de la RENAMO. Por lo tanto, la RENAMO tuvo que abandonar sus campos base en el área de Gorongosa. Tanzania también envió tropas para respaldar a FRELIMO. Corea del Norte envió también diversas tropas, formando una Misión Militar en Mozambique, en 1980, al mismo tiempo que colaboró en el entrenamiento de las tropas del FRELIMO. Los asesores de Corea del Norte contribuyeron decisivamente a la formación de la primera brigada especializada de contrainsurgencia de FRELIMO, que se desplegó a partir de 1983. Otro sector de las fuerzas armadas mozambiqueñas fue entrenado en la Alemania Oriental.
Por su parte, Malaui tenía una relación complicada tanto con el FRELIMO como con la RENAMO. A mediados de la década de 1980, el FRELIMO acusó repetidamente al presidente de Malaui, Hastings Banda, de proporcionar refugio a los insurgentes de la RENAMO. Las fuerzas de seguridad de Mozambique ocasionalmente realizaron redadas en Malaui para atacar los presuntos campos base de la RENAMO en ese país, una práctica que los llevó a una confrontación directa con la Fuerza de Defensa de Malaui. En 1986, Malaui se inclinó ante la presión de Mozambique y expulsó a 12 000 insurgentes de la RENAMO. Banda se volvió explícitamente en contra de la RENAMO después de que los insurgentes disgustados comenzaron a atacar una línea ferroviaria vital que unía Blantyre con los puertos de Mozambique en el Océano Índico. A partir de abril de 1987, el gobierno de Malaui desplegó tropas en Mozambique para defender la línea ferroviaria, donde participaron en varios compromisos con RENAMO.
Después de 1980, Sudáfrica se convirtió en el principal partidario de la RENAMO. El gobierno del FRELIMO, dirigido por el presidente Machel, se encontraba devastado económicamente por la guerra y trató de poner fin rápidamente al conflicto y continuar el desarrollo de Mozambique. Incluso el apoyo militar y diplomático con el bloque socialista no pudo aliviar la miseria económica y la hambruna de la nación como resultado de la guerra. Después de las negociaciones, un reacio Machel firmó un pacto de no agresión con Sudáfrica, conocido como el Acuerdo de Nkomati. A cambio, Pretoria se prometió a detener la asistencia a la RENAMO a cambio del compromiso del FRELIMO de evitar que el Congreso Nacional Africano (ANC) utilizara a Mozambique como santuario para continuar su campaña para derrocar el gobierno de la minoría blanca en Sudáfrica. Después de un coche bomba en mayo de 1983 en Pretoria, los sudafricanos bombardearon la capital, declarando que habían matado a '41 Terroristas del ANC' mientras que en la actualidad se sabe que mataron a tres trabajadores en una fábrica de mermeladas en Maputo. Con la economía en ruinas, Machel se vio obligado a reducir algunas de las políticas socialistas más ambiciosas; En una visita a Europa occidental ese mismo mes, Machel firmó acuerdos militares y económicos con Portugal, Francia y el Reino Unido. Los programas agrícolas colectivos y estatales también se redujeron, lo que generó preocupaciones del bloque socialista de que Mozambique estuviera "moviéndose recta e ingenuamente hacia la boca del malvado lobo capitalista". El volumen del apoyo directo del gobierno sudafricano a la RENAMO disminuyó ligeramente después del Acuerdo de Nkomati, pero los documentos descubiertos durante la captura de la sede de la RENAMO en Gorongosa, en el centro de Mozambique, en agosto de 1985, revelaron que el Ejército de Sudáfrica había continuado y ampliado su ya extenso apoyo logístico, comunicacional y militar a la RENAMO. Mientras tanto, el FRELIMO cumplió con su parte del acuerdo para expulsar de su territorio a miembros violentos del ANC y rebajar la presencia del ANC en el sur del país, si bien continuó apoyando las sanciones internacional al apartheid.

### Estancamiento militar
A fines de la década de 1980, ninguna de las partes parecía tener posibilidad realista de ganar efectivamente la guerra por medios militares directos. La intensa presión militar sobre la RENAMO había provocado numerosos contratiempos para la guerrilla rebelde, pero el FRELIMO no pudo acabar con los insurgentes. Aunque era incapaz de capturar o asegurar ciudades grandes, aún podía aterrorizar las áreas rurales y los asentamientos más pequeños a voluntad. El FRELIMO retuvo el control de las áreas urbanas y los corredores, pero no pudo proteger eficazmente el campo de los agresores de la RENAMO. El FRELIMO tampoco pudo identificar a la RENAMO y forzarla a una confrontación directa a gran escala. Durante la guerra, cientos de miles de personas murieron a causa de la hambruna, en particular la devastadora hambruna de 1984. Aunque la hambruna se puede atribuir a cuestiones meteorológicas del momento, el enfrentamiento político interno impidió al estado mozambiqueño tomar medidas para combatirla, agravando su efecto devastador.
El 19 de octubre de 1986, el presidente Machel murió cuando su avión presidencial se estrelló cerca de la frontera de Sudáfrica en circunstancias misteriosas. Una investigación patrocinada por Sudáfrica alegó que el accidente fue causado por errores cometidos por la tripulación de vuelo, una conclusión que no fue aceptada universalmente. Investigaciones posteriores no han llegado a una conclusión y el accidente sigue rodeado de teorías de conspiración. El sucesor de Machel fue Joaquim Alberto Chissano, quien había servido como ministro de Relaciones Exteriores desde 1975 hasta la muerte de Machel. Chissano continuó las políticas de Machel de expandir los lazos internacionales de Mozambique, particularmente los vínculos del país con Occidente, y de iniciar programas de reformas internas económicas y militares.

## Crímenes de guerra y crímenes de lesa humanidad
A pesar de la escala masiva y la manera organizada en que se cometieron los crímenes de guerra y los crímenes de lesa humanidad durante la guerra civil de Mozambique, hasta ahora ningún comandante de la RENAMO o el FRELIMO ha comparecido ante un tribunal de crímenes de guerra de ningún tipo. Esto se debe a la ley de amnistía general incondicional para el período comprendido entre 1976 y 1992 aprobado por el parlamento (entonces todavía compuesto en su totalidad por miembros de FRELIMO) en 1992.

### FRELIMO
Los soldados del FRELIMO cometieron graves crímenes de guerra durante la guerra civil. El FRELIMO forzó a las personas a cumplir sus períodos de servicio militar y reclutamiento a menudo más allá de lo permitido por la ley. Vivir en las aldeas comunales se volvió obligatorio en ciertas provincias. Sin embargo, en algunas áreas las normas culturales requerían que los hogares se edificaran a cierta distancia uno del otro. Por lo tanto, muchas personas prefirieron vivir en el campo a pesar del riesgo de asaltos y redadas de la RENAMO. Cuando los ciudadanos locales se resistían, los soldados de las Fuerzas Armadas o sus aliados de Zimbabue obligaron a las personas a menudo a mudarse a las aldeas comunitarias a punta de pistola. Un granjero mozambiqueño afirmó al respecto:
Nunca quise dejar mi antigua residencia y venir a la aldea comunal. Incluso con la guerra, quise quedarme donde tenía mis tierras y graneros. Desde hace mucho tiempo, nunca vivimos con tanta gente en el mismo lugar. Todos deben vivir en su propio patio. Los Komeredes [soldados zimbabuenses] vinieron a mi casa y me dijeron que debía salir de mi casa e ir a la aldea comunal donde había mucha gente. Intenté negarme y luego prendieron fuego a mi casa, a mis graneros y a mis campos. Me amenazaron de muerte y me dijeron a mí ya mi familia que siguieran adelante. Dentro del pueblo comunal vivíamos como cerdos. Era como un patio para cerdos. Éramos tantas personas viviendo cerca uno del otro. Si alguien se acostaba con su esposa, todos podían escuchar lo que estaban haciendo. Cuando fuimos a los campos o a los cementerios para enterrar a los muertos, Los soldados tuvieron que venir detrás y delante de nosotros. Cuando las mujeres fueron al río a lavarse, los soldados también tuvieron que irse y solían ver a nuestras mujeres desnudas. Todo fue una completa vergüenza dentro de ese corral. Normalmente para comer, dependíamos de la ayuda humanitaria, pero nunca sabíamos cuándo llegaría. Fue terrible; es por eso que muchas personas solían huir de la aldea comunal a sus antiguas residencias donde estaban los soldados de RENAMO, aunque también era terrible allí.
 La violación también se convirtió en una práctica extendida y problemática de los soldados del FRELIMO. Sin embargo, era mucho menos frecuente y carecía de la calidad institucionalizada de la violencia sexual llevada a cabo por la RENAMO.
Como parte de una serie de medidas después de la independencia, FRELIMO introdujo "campos de reeducación" en los que se enviaba a pequeños delincuentes, opositores políticos y presuntos elementos "antisociales" como prostitutas, muchas veces sin juicio por falta de jueces. A pesar de estas acusaciones, el presidente Machel realizó numerosas visitas a varios campos y liberó a unos 2000 detenidos en 1980 y cerró numerosos campos debido a abusos contra los derechos humanos. El gobierno también fue acusado de ejecutar a miles de personas mientras intentaba extender su control en todo el país.

### RENAMO

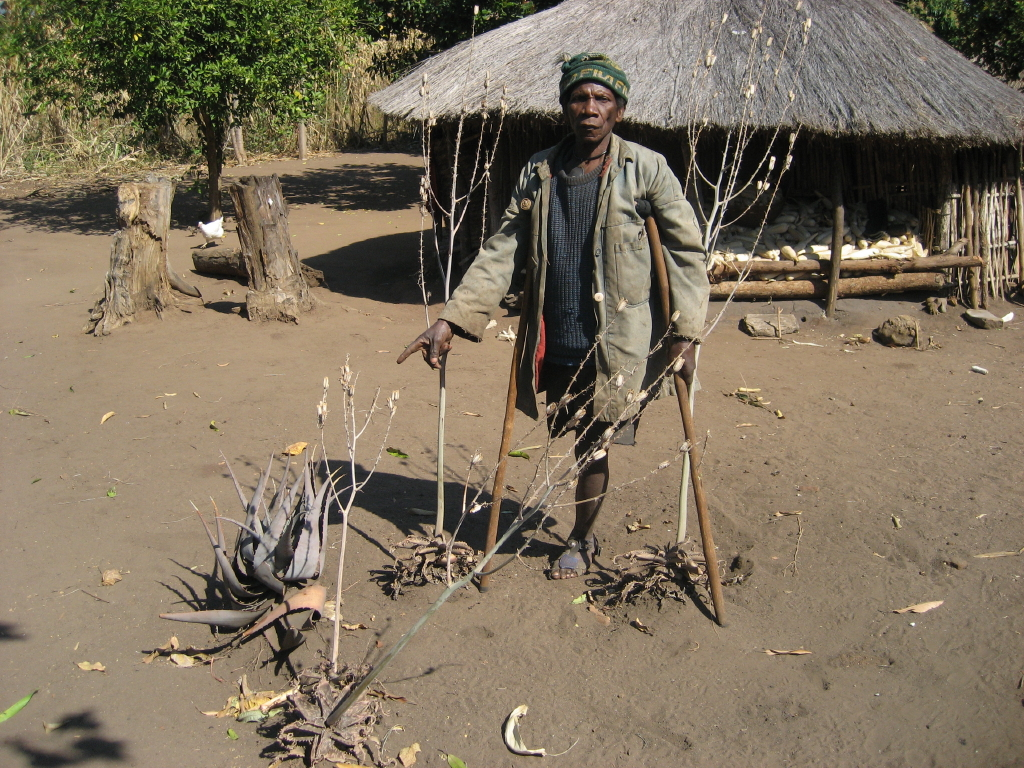
Mozambiqueño víctima de una mina terrestre.

La RENAMO cometió sistemáticamente crímenes de guerra y crímenes de lesa humanidad como parte de su estrategia de desestabilización. Estos incluyen asesinatos en masa, violaciones y mutilaciones de no combatientes durante redadas terroristas en aldeas y ciudades, el uso de niños soldados y el empleo del sistema Gandira, basado en el trabajo forzado y la violencia sexual. A menudo, las mujeres serían aprehendidas mientras se encontraban en el campo, y luego violadas como un medio para elevar la moral de las tropas. Gandira causó un hambre generalizada entre la población rural debido al poco tiempo que les queda para producir alimentos por sí mismos. Esto causó que más y más personas fueran físicamente incapaces de soportar las largas marchas de transporte que se les exigían. Negarse a participar en Gandira o quedarse atrás en las marchas resultó en una paliza severa y, a menudo, en ejecución. Los intentos de huida también eran castigados duramente. Una práctica particularmente brutal fue la mutilación y el asesinato de niños abandonados por padres escapados. Las tácticas brutales de la RENAMO rápidamente le ganaron un resentimiento y odio abrumadores entre la mayoría de los mozambiqueños que se referían a ellos como "Bandidos Armados" y apoyaron golpes contra ellos, incluso presionando al ejército mediante manifestaciones para que ejecutara públicamente a cuatro rebeldes de la RENAMO en 1983.

Los delitos de la RENAMO atrajeron la atención pública mundial cuando los soldados de RENAMO mataron a 424 civiles, incluidos los pacientes de un hospital, con armas y machetes durante una redada en la ciudad rural de Homoine. Este incidente provocó una investigación sobre los métodos de la RENAMO por parte del consultor del Departamento de Estado de los Estados Unidos, Robert Gersony, que finalmente puso fin a las ambiciones conservadoras de un apoyo estadounidense a la RENAMO. El informe concluyó que las acciones de la RENAMO en Homoine no diferían significativamente de las tácticas que normalmente empleaba en tales redadas. Estos métodos se describen en el informe de la siguiente manera:
Se informó a veces que la etapa de ataque comenzaba con lo que a los habitantes les parecía ser el disparo indiscriminado de armas automáticas por parte de una fuerza sustancial de atacantes combatientes de RENAMO. […] Según se informa, los soldados del gobierno apuntan su fuego defensivo a los atacantes, mientras que las fuerzas de RENAMO disparan indiscriminadamente contra la aldea. En algunos casos, los refugiados percibieron que la fuerza atacante se había dividido en tres destacamentos: uno conduce el ataque militar; otra entra en las casas y saca objetos de valor, principalmente ropa, radios, alimentos, ollas y otras posesiones; un tercero se mueve a través de las casas saqueadas con trozos de paja ardiendo que prenden fuego a las casas en el pueblo. Hubo varios informes de que las escuelas y las clínicas de salud son objetivos típicos para la destrucción. La destrucción de la aldea como una entidad viable parece ser el objetivo principal de tales ataques. Este tipo de ataque causa varios tipos de víctimas civiles. Como es normal en la guerra de guerrillas, algunos civiles mueren en el fuego cruzado entre las dos fuerzas opuestas, aunque esto tiende a la opinión de los refugiados a dar cuenta de solo una minoría de las muertes. Se informó que un gran número de civiles en estos ataques y otros contextos fueron víctimas de muertes y ejecuciones con propósito de tiroteos, apuñalamientos, acuchillados, bayonetes, quemaduras forzadas, asfixia y otras formas de asesinato donde no hay resistencia significativa ni defensa. está presente. Los testimonios de testigos presenciales indican que cuando se mata a civiles en estos ataques indiscriminados, ya sea contra pueblos defendidos o no defendidos, niños, A menudo junto con las madres y las personas mayores, también son asesinados. Según informes, se redondearon y secuestraron varias víctimas civiles en cada ataque.
 De acuerdo con el informe, al parecer la única diferencia entre la masacre de Homoine y los métodos habituales de la RENAMO era el tamaño de la operación. Normalmente, la RENAMO elegiría objetivos más pequeños y fáciles en lugar de atacar una ciudad defendida por unos noventa soldados del gobierno. Según el Informe Gersony, las transgresiones de la RENAMO fueron mucho más sistemáticas, generalizadas y graves que las del FRELIMO: los refugiados entrevistados para el Informe Gersony atribuyeron el 94 % de los asesinatos, el 94 % de los secuestros y el 93 % de los saqueos a la RENAMO. Sin embargo, esta conclusión ha sido discutida por el erudito marxista francés Michel Cahen, quien afirma que ambas partes eran igualmente culpables: 
No cabe duda de que la guerra fue en gran medida una lucha contra los civiles [...] También estoy convencido de que la guerra fue igualmente salvaje en ambos bandos, incluso si la dominación total de los medios de comunicación por el FRELIMO durante los quince años de la guerra ha llevado incluso aquellos que más desean el objetivo restante de atribuir la mayoría de las atrocidades a la RENAMO. La gente misma no fue engañada: atribuyeron varios actos de bandidaje y ciertas masacres a "RENAMO 1", pero otros a "RENAMO 2", el término eufemístico para los soldados y milicianos de FRELIMO que actúan por su cuenta.

## Secuelas

### Transición democrática
En 1990, con la Guerra Fría en sus días finales, el apartheid se desmoronó en Sudáfrica y el apoyo a la RENAMO finalizó. Debido a esto, se llevaron a cabo las primeras conversaciones directas entre el gobierno del FRELIMO y la dirigencia insurgente. En julio de 1989, el gobierno impulsó una reforma constitucional que allanó el camino para un sistema multipartidista, y se adoptó una nueva constitución en noviembre de 1990. Mozambique era ahora un estado multipartidista, con elecciones periódicas y derechos democráticos garantizados.
El 4 de octubre de 1992, los Acuerdos Generales de Paz de Roma, negociados por la Comunidad de Sant'Egidio con el apoyo de las Naciones Unidas, se firmaron en Roma entre el presidente Chissano y el líder de la RENAMO, Dhlakama, entrando en vigor formalmente el 15 de octubre de 1992. Una fuerza de paz de la ONU (UNOMOZ), compuesta por 7500 soldados, llegaron a Mozambique y supervisaron una transición de dos años a la democracia. 2400 observadores internacionales también ingresaron al país para supervisar las elecciones celebradas del 27 al 28 de octubre de 1994. Los últimos contingentes de la UNOMOZ partieron a principios de 1995. Para entonces, de la población total de 13 a 15 millones de habitantes de la época, la guerra civil había cobrado la vida de más de un millón, el desplazamiento de cinco millones, y el surgimiento de 1,7 millones de refugiados.

### Minas terrestres
HALO Trust, un grupo de desminado financiado por Gran Bretaña y Estados Unidos comenzó a operar en Mozambique en 1993, reclutando trabajadores locales para eliminar las minas terrestres dispersas en todo el país. Cuatro trabajadores de HALO fueron asesinados en el esfuerzo posterior para librar a Mozambique de las minas terrestres, que siguieron causando hasta varios cientos de heridos y muertes de civiles cada año durante años después de la guerra. En septiembre de 2015, finalmente se declaró que el país estaba libre de minas terrestres, y el último dispositivo conocido fue detonado intencionalmente como parte de una ceremonia.

### Resurgimiento de 2013
A mediados de 2013, después de más de veinte años de paz, se renovó la insurgencia de RENAMO, principalmente en las regiones central y norte del país. El 5 de septiembre de 2014, el expresidente Armando Guebuza y el líder de RENAMO, Afonso Dhlakama, firmaron el Acuerdo sobre el cese de las hostilidades, que detuvo las hostilidades militares y permitió que ambas partes se concentraran en las elecciones generales que se celebraron en octubre de 2014. Después de las elecciones generales, surgió una nueva crisis política y el país parecía estar nuevamente al borde de un conflicto violento. La RENAMO no reconocía la validez de los resultados de las elecciones y exige el control de seis provincias: Nampula, Niassa, Tete, Zambezia, Sofala y Manica, donde afirman haber ganado la mayoría.
El 20 de enero de 2016, el secretario general de RENAMO, Manuel Bissopo, resultó herido en un tiroteo, donde murió su guardaespaldas. Sin embargo, finalmente se creó una comisión conjunta para el diálogo político entre el presidente de la República, Filipe Nyusi, y el líder de RENAMO, Afonso Dhlakama, y se realizó una reunión de trabajo. Fue una reunión a puerta cerrada que programó el inicio de los puntos anteriores que precederían a la reunión entre los dos líderes.